# Kościół św. Michała Archanioła w Starym Przylepie
Kościół św. Michała Archanioła w Starym Przylepie – katolicki kościół parafialny zlokalizowany we wsi Stary Przylep w gminie Warnice, w powiecie pyrzyckim (województwo zachodniopomorskie).

## Historia
Kościół w Starym Przylepie istniał już w XIV wieku, został jednak zniszczony w 1637 roku, kiedy to wieś została spalona przez Szwedów w trakcie wojny trzydziestoletniej. W swoim obecnym kształcie został odbudowany w 1681 roku, wówczas dobudowana została też wieża, zwieńczona w 1778 roku barokowym hełmem. W 1827 roku kościół został przebudowany i otynkowany. Z powodu licznych zmian pierwotny kształt świątyni jest dzisiaj nieczytelny. Po II wojnie światowej został konsekrowany jako świątynia katolicka w 1948 roku.

## Architektura
Kościół zbudowany został na planie prostokąta, z wieżą od strony zachodniej. Wieża zwieńczona jest hełmem z latarnią, umieszczone są w niej okna osadzone w pełnołukowych wnękach, w przyziemiu znajduje się natomiast portal wejściowy. Okna w kościele zamknięte są pełnołukowo. Nawę główną nakrywa dwuspadowy dach. Przy ścianie bocznej dostawiona jest przybudówka z wnęką zakończoną pełnym łukiem i sterczynami. 
Wewnątrz kościoła na sklepieniu oraz ścianach znajdują się polichromie. Zachował się XVIII-wieczny ołtarz ambonowy (współcześnie przerobiony), XIX-wieczne ambona i chrzcielnica oraz XVIII-wieczny lichtarz. Nad wejściem znajduje się drewniana empora.